# Kodiyala, Shrirangapattana
Kodiyala là một làng thuộc tehsil Shrirangapattana, huyện Mandya, bang Karnataka, Ấn Độ.